# دوري بوتسوانا الممتاز
دوري بوتسوانا الأول لكرة القدم هي مسابقة كرة القدم بين أندية بوتسوانا .
البطل الحالي هو موتشودي سنتر تشيفز.